# Sherman DD

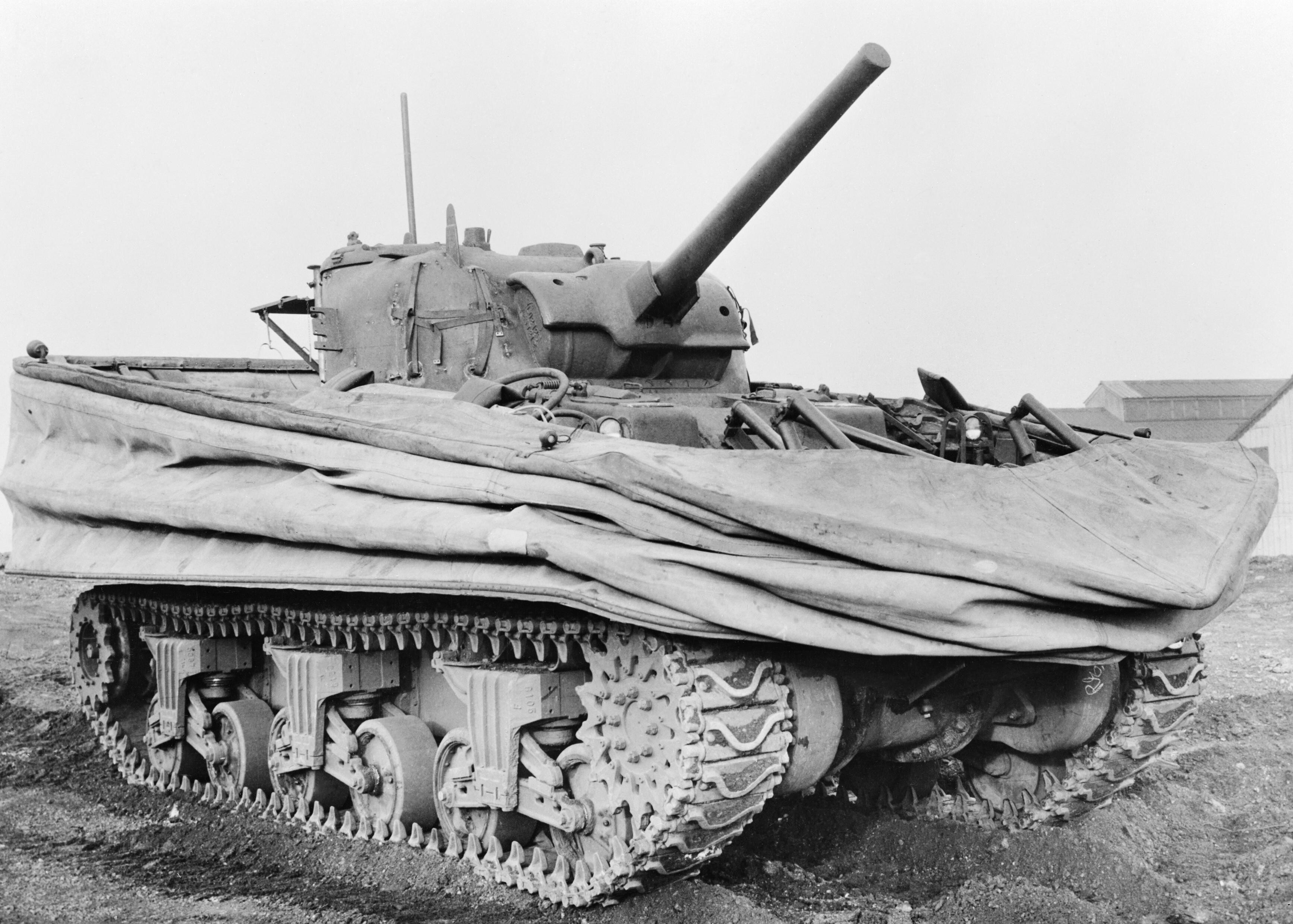
Sherman DD met het canvas scherm half opgericht.

De Sherman Duplex Drive of DD („Dubbele Aandrijving”) was een door de Britten ontwikkelde drijvende tank, gebaseerd op de M4 Sherman, die is gebruikt tijdens de landing in Normandië in de Tweede Wereldoorlog door zowel het Britse als het Amerikaanse leger.

## Beschrijving
Een DD-tank werd drijvende gehouden door een opvouwbaar canvas scherm dat na de landing omlaag zakte zodat het kanon direct de vijand onder vuur kon nemen.

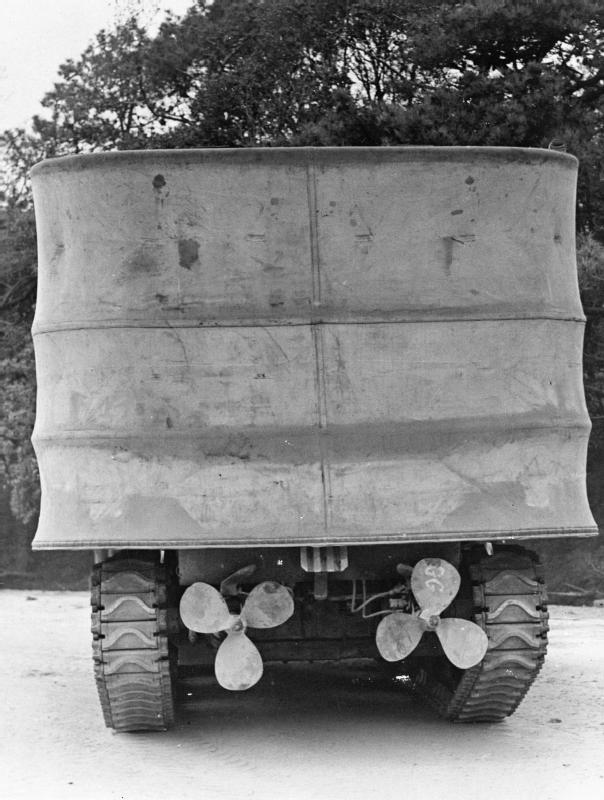
Achteraanzicht van een Sherman DD, met het drijfscherm helemaal omhoog en de schroeven duidelijk zichtbaar.

Achteraan had de tank twee driebladige schroeven voor de voortstuwing. De aandrijving van de schroeven geschiedde door middel van verlengde assen aan de spanwielen van het rupsonderstel, met een haakse tandwieloverbrenging naar de schroefassen. Schroeven en rupsen waren daardoor gekoppeld, wat bij het aan land komen erg belangrijk was. De schroeven konden naar links en rechts gedraaid worden, waarmee de tank in het water gestuurd werd.
Door het scherm kon de bestuurder natuurlijk niets zien. Om toch zicht te hebben kon een verlengde periscoop op zijn luik geplaatst worden zodat hij over het scherm kon kijken. Meestal werd de tank echter bestuurd door de commandant, die achteraan de geschutskoepel een platform had waar hij kon staan om over het scherm te kijken en de tank te sturen met behulp van een helmstok.
De bewapening bestond uit een 75 mm kanon, een 0,30 inch mitrailleurs (de boegmitrailleur die normale Shermans hadden, kon niet gebruikt worden vanwege het drijfscherm) en eventueel een 0,50 inch mitrailleur. De bemanning bestond uit vijf man. De snelheid bedroeg 4,3 knopen in het water en 40 km/u op het land. Het gewicht was 33 ton.

## Inzet

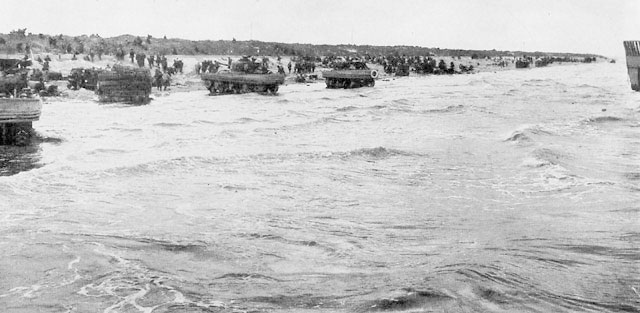
Sherman DD's aangekomen op Utah Beach.

Het eerste gebruik van DD-tanks was bij de landing in Normandië. Later zijn ze ook ingezet bij Operatie Dragoon, de Geallieerde landing in Zuid-Frankrijk in augustus 1944; in Operatie Vitality in oktober 1944, waar een aantal DD-tanks de Westerschelde overstaken om te landen bij Baarland; en bij het oversteken van de Rijn, de Po, de Adige en de Elbe in 1945.